# Memorial Marco Pantani
El Memorial Marco Pantani es una carrera ciclista profesional de una etapa que se disputa en la región de Emilia-Romaña, en Italia. Toma la salida en Cesenatico y termina en Cesena, ciudad natal de Pantani. La prueba rinde homenaje a la memoria del ciclista Marco Pantani, ganador de Giro y Tour y fallecido trágicamente en febrero de 2004.
La prueba se celebra de forma ininterrumpida desde el mismo año de la muerte del ciclista, el 2004 con un recorrido de 180 km aproximadamente. Aunque las dos primeras ediciones no fueron oficiales teniendo estas 60 km y 76 km respectivamente, ascendiendo al profesionalismo a partir del 2006 en la categoría 1.1 del UCI Europe Tour. En el 2007 y 2008 cambió levemente su nombre por el de Memorial Marco Pantani-Trofeo Mercatone Uno, precisamente siendo Mercatone Uno el equipo ciclista donde Pantani estuvo enrolado más años.
El primer ganador fue el italiano Damiano Cunego y los únicos ciclistas que han repetido victoria son los italianos Fabio Felline (2012 y 2020) y Sonny Colbrelli (2014 y 2021).

## Palmarés
| Año  | Ganador           | Segundo           | Tercero               |           |
| ---- | ----------------- | ----------------- | --------------------- | --------- |
| 2004 | Damiano Cunego    | Franco Pellizotti | Luca Mazzanti         |           |
| 2005 | Gilberto Simoni   | Luca Mazzanti     | Emanuele Sella        |           |
| 2006 | Daniele Bennati   | Luca Mazzanti     | Ruslan Pidhorny       |           |
| 2007 | Franco Pellizotti | Luca Mazzanti     | Pasquale Muto         |           |
| 2008 | Enrico Rossi      | Damiano Cunego    | Ruslan Pidhorny       |           |
| 2009 | Roberto Ferrari   | Giovanni Visconti | Valerio Agnoli        |           |
| 2010 | Elia Viviani      | José Serpa        | Manuel Belletti       |           |
| 2011 | Fabio Taborre     | Davide Rebellin   | Daniel Martin         |           |
| 2012 | Fabio Felline     | Elia Viviani      | Giovanni Visconti     |           |
| 2013 | Sacha Modolo      | Enrico Rossi      | Andrea Piechele       |           |
| 2014 | Sonny Colbrelli   | Grega Bole        | Fabio Chinello        |           |
| 2015 | Diego Ulissi      | Giovanni Visconti | Vincenzo Nibali       |           |
| 2016 | Francesco Gavazzi | Matteo Busato     | Paolo Totò            |           |
| 2017 | Marco Zamparella  | Diego Ulissi      | Egan Bernal           |           |
| 2018 | Davide Ballerini  | David Gaudu       | Francesco Gavazzi     |           |
| 2019 | Alexéi Lutsenko   | Diego Rosa        | Guillaume Martin      |           |
| 2020 | Fabio Felline     | Ethan Hayter      | Aleksandr Ryabushenko |           |
| 2021 | Sonny Colbrelli   | Vincenzo Albanese | Alex Aranburu         |           |
| 2022 | cancelada         | cancelada         | cancelada             | cancelada |
| 2023 | Alexéi Lutsenko   | Marc Hirschi      | Pavel Sivakov         |           |
| 2024 | Marc Hirschi      | Lorenzo Milesi    | Vincenzo Albanese     |           |
| 2025 |                   |                   |                       |           |

Nota: Las ediciones 2004 y 2005 fueron carreras de exhibición no oficial (critériums).

## Palmarés por países
| País       | Victorias |
| ---------- | --------- |
| Italia     | 17        |
| Kazajistán | 2         |
| Suiza      | 1         |